# سی‌بی‌کیو
سی‌بی‌کیو بانک (انگلیسی: The Commercial Bank of Qatar) شرکت خدمات مالی و بانکداری قطری است، که در سال ۱۹۷۵ تأسیس شد.